# Erzbistum Raipur
Das Erzbistum Raipur (lateinisch  Archidioecesis Raipurensis) ist eine Erzdiözese der römisch-katholischen Kirche in Indien zu Raipur.
Es umfasst die Distrikte Raipur, Bilaspur, Durg und Rajnandgaon des Bundesstaates Chhattisgarh.

## Geschichte
Papst Paul VI. gründete die Apostolische Präfektur Raipur mit der Apostolischen Konstitution Religio vera  am 16. Januar 1964 aus Gebietsabtretungen des Erzbistums Nagpur.
Am 23. März 1972 verlor es Teile seines Territoriums an das Apostolische Exarchat Jagdalpur. Mit der Apostolischen Konstitution Quamquam Ecclesia wurde sie am 5. Juli 1973 zum Bistum erhoben, das dem Erzbistum Bhopal als Suffragandiözese unterstellt wurde.
Die Erhebung zum Metropolitanbistum erfolgte am 27. Februar 2004 mit der Apostolischen Konstitution Cum constet Ecclesiam.

## Kirchenprovinz
| Diözese          | Katholiken | Einw., ges. |
| ---------------- | ---------- | ----------- |
| Erzbistum Raipur | 00048.949  | 011.546.784 |
| Bistum Ambikapur | 00083.578  | 002.627.000 |
| Bistum Jagdalpur | 00006.449  | 002.743.630 |
| Bistum Jashpur   | 00185.666  | 000743.160  |
| Bistum Raigarh   | 00056.640  | 001.265.084 |

## Ordinarien

### Apostolischer Präfekt von Raipur
- John A. Weidner SAC (17. Januar 1964–1973)

### Bischöfe von Raipur
- - John A. Weidner SAC (8. Februar 1974–17. August 1974) (Apostolischer Administrator)
  - Francis Werner Hunold SAC (1974–1984) (Apostolischer Administrator)
- Philip Ekka SJ (20. Oktober 1984–15. Februar 1991)
- Joseph Augustine Charanakunnel (21. November 1992–27. Februar 2004)

### Erzbischof von Raipur
- Joseph Augustine Charanakunnel (27. Februar 2004–3. Juli 2013)
- Victor Henry Thakur (seit 3. Juli 2013)